# Георг Адлерспарре

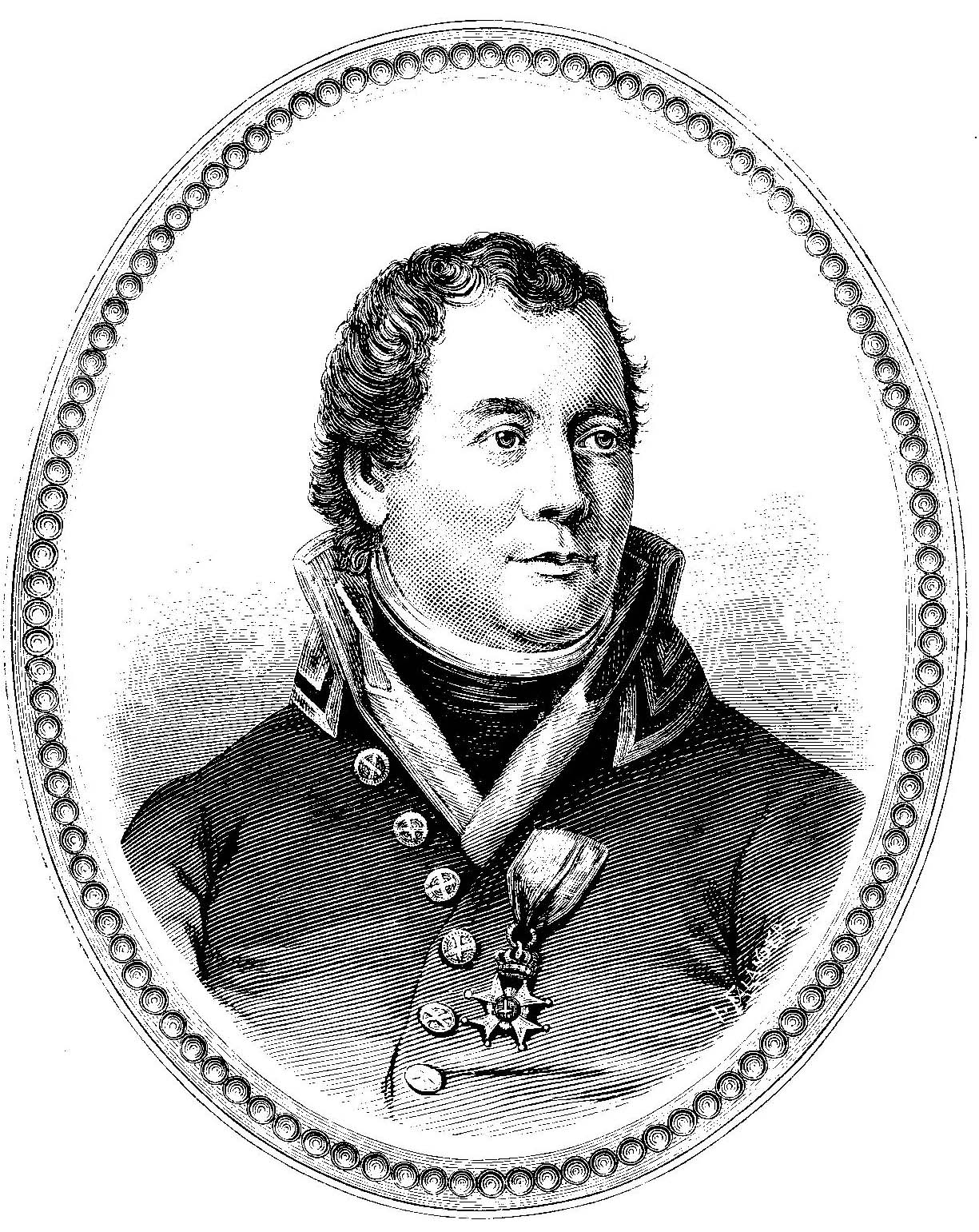
Георг Адлерспарре (1760—1835)

Георг Адлерспарре (швед. Georg Adlersparre, 28 березня 1760 — 23 вересня 1835) — граф, шведський військовий та політичний діяч, письменник.

## З біографії
У 1775—1790 роках був на військовій службі. Під час Російсько-шведської війни 1788—1790 років опинився в Росії в полоні. Після повернення на батьківщину в 1790—1808 роках займався науковою діяльністю та видавав журнали, що відображали погляди дворянства опозиційного до тодішнього короля Густава IV. 8 січня 1809 року склав прокламацію до повсталої армії та народу закликаючи до повалення Густава IV. Після державного перевороту 13 березня 1809 року увійшов до складу тимчасового уряду, але невдовзі розійшовся в поглядах з більшістю його членів, оскільки вони представляли інтереси магнатів, а Георг Адлерспарре — середнього та дрібного дворянства. Виступав за рівну участь різних станів в прийнятті найважливіших політичних рішень, виступав за демократизацію Державної ради. Спершу виступав проти запрошення на шведський престол іноземців, пізніше, після вигнання Густава IV в грудні 1809 року, підтримував кандидатуру данського принца Карла-Августа розраховуючи на унію Швеції і Норвегії.
З 1810 року відійшов від активної політики. В 1810—1824 роках був губернатором лена (провінції) Скараборг на півдні країни.